# Gasa Ribu
Gasa Ribu is een bestuurslaag in het regentschap Toba Samosir van de provincie Noord-Sumatra, Indonesië. Gasa Ribu telt 441 inwoners (volkstelling 2010).